# Lassithi
Lassithi (Grieks: Λασίθι) was een van de 51 departementen van Griekenland, en een van de vier departementen van de regio en het eiland Kreta. Vanaf 2011 is het alleen nog een regionale entiteit zonder eigen bestuur. De hoofdstad is de stad Agios Nikolaos.
In het voormalige departement wonen 76.319 inwoners (2001). Het gebied bedekt het meest oostelijke gedeelte van Kreta en grenst in het westen aan het departement Iraklion. De havenstadjes Agios Nikolaos en Sitia liggen aan de noordkust, en worden aangedaan door de veerboot van Rodos naar Kreta. Aan de zuidkust ligt Ierapetra, de meest zuidelijke stad van Europa.
Ten noorden van Agios Nikolaos ligt het eiland Spinalonga, als toeristische trekpleister vooral bekend van een fort en een voormalige leprakolonie die zich daar bevindt. In het westelijk gedeelte, tegen de grens van het departement Iraklion, ligt het Diktigebergte, met als hoogste piek de berg Dikti (2148 meter). Tussen de bergtoppen ligt op 800 meter hoogte de Lassithihoogvlakte, bekend vanwege de vele windmolens. Hier is ook de Diktigrot te vinden, een van de vermeende geboorteplaatsen van Zeus.
Vai, dat aan de oostkust ligt, geniet bekendheid vanwege een palmenstrand.

## Bestuurlijk
Het departement Lassithi was verdeeld in vier provincies; Lassithi (met hoofdstad Tzermiado), Mirambelou (met hoofdstad Neapolis), Ierapetra (met hoofdstad Ierapetra) en Sitia (met hoofdstad Sitia).
De vier provincies zijn onderverdeeld in in totaal acht gemeenten.

## Plaatsen[2]
Door de bestuurlijke herindeling (Programma Kallikrates) werden de departementen afgeschaft vanaf 2011. Het departement “Lassithi” werd een regionale eenheid (perifereiaki enotita). Er werden eveneens gemeentelijke herindelingen doorgevoerd, in de tabel hieronder “GEMEENTE” genoemd.
| Plaats             | Hoofdplaats (vroeger) | Postcode | GEMEENTE           | Hoofdplaats van de gemeente |
| ------------------ | --------------------- | -------- | ------------------ | --------------------------- |
| Agios Nikolaos     |                       | 721 00   | Agios Nikolaos     | Agios Nikolaos              |
| Ierapetra          |                       | 722 00   | Ierapetra          | Ierapetra                   |
| Itanos             | Palekastro            | 723 00   | Siteia             | Siteia                      |
| Lefki              | Ziros                 | 720 56   | Siteia             | Siteia                      |
| Makrys Gialos      | Koutsouras            | 720 55   | Ierapetra          | Ierapetra                   |
| Neapoli            |                       | 724 00   | Agios Nikolaos     | Agios Nikolaos              |
| Oropedio Lasithiou | Tzermiado             | 720 53   | Oropedio Lasithiou | Tzermiado                   |
| Siteia             |                       | 723 00   | Siteia             | Siteia                      |
| Vrachasi           |                       | 723 00   | Agios Nikolaos     | Agios Nikolaos              |

### Andere plaatsen
- Elounda
- Mirtos
- Sissi
- Zakros